# SanGimignano1300
SanGimignano1300 est un musée historique et artistique, situé dans le centre historique de San Gimignano, inauguré en février 2010.

## Exposition
Le musée s’articule sur une superficie de 800 mètres carrés. Les salles d’exposition ont été dégagées par la restauration des locaux de ce que furent autrefois le Palais Gamucci, par la suite Couvent des Sœurs de Sainte Catherine, et le Palais Ficarelli. L’exposition est centrée sur les aspects historiques et artistiques de San Gimignano durant le Moyen Âge.

## Parcours du Musée

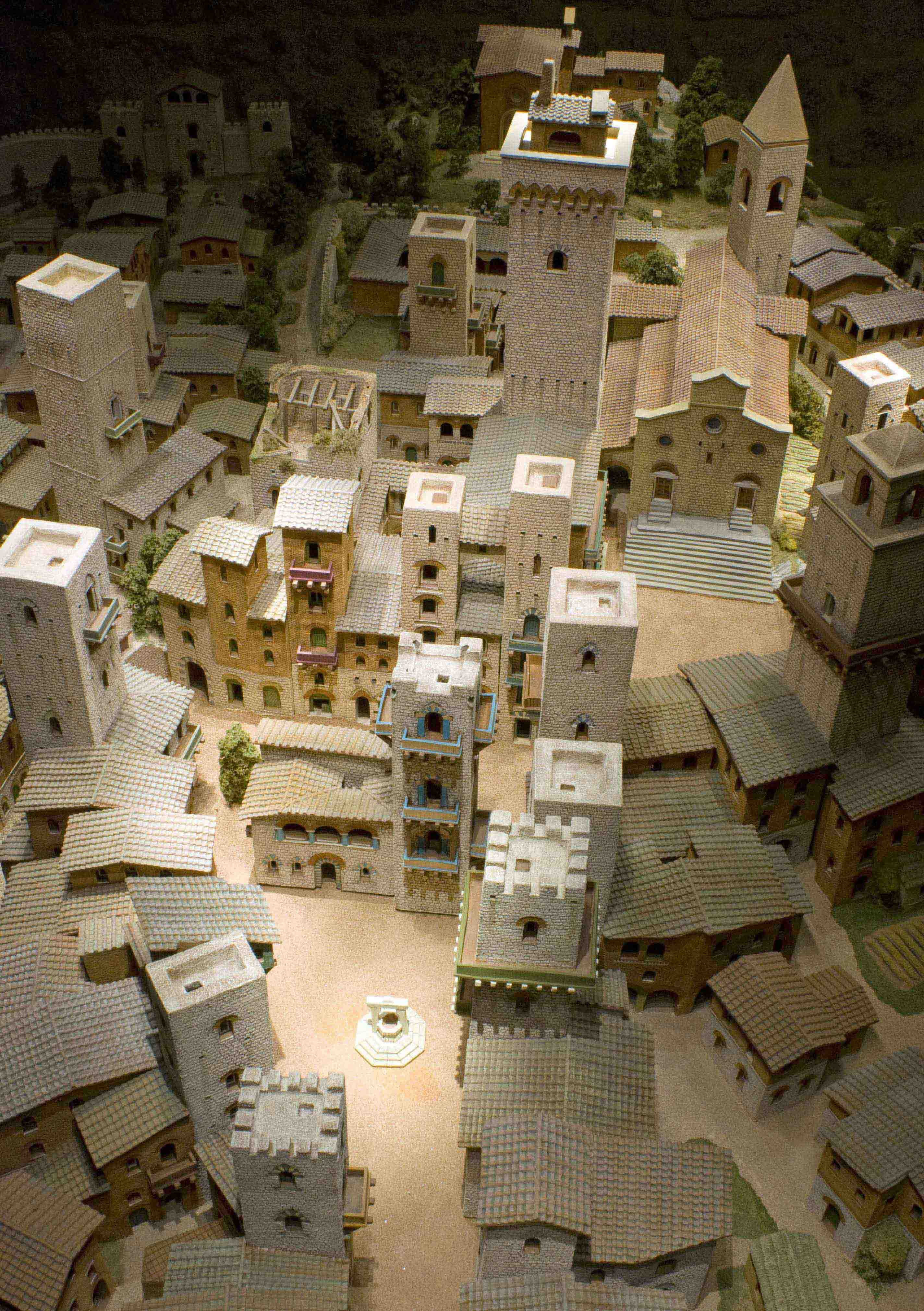
San Gimignano 1300

Le parcours du Musée est subdivisé en 10 galeries d’exposition dans lesquelles sont présents des approfondissements sur la Via Francigena et sur les routes de pèlerinage durant le Moyen Âge, reconstructions de détails de la vie citadine et rurale consacrés aux arts et professions de l’époque et l’imposante reproduction à l’échelle 1:100 de la ville au XIVe siècle exécutée entièrement à la main sur céramique.
La re-visitation de certains détails de la célèbre fresque exécutée par le peintre Memmo di Filipuccio à l’intérieur du Palais du Podestà de San Gimignano au début du XIVe siècle.
Filipuccio nous a transmis une photographie claire et détaillée de la société indépendante et transgressive de San Gimignano à travers Commune Libre.

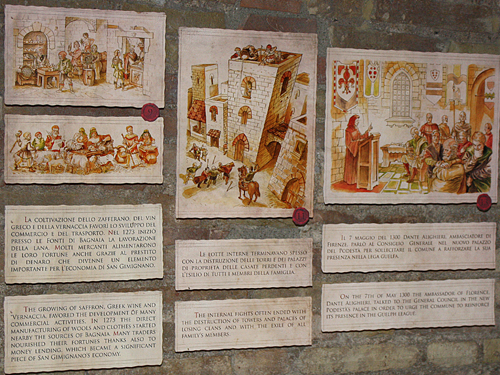
Témoins du temps

La reproduction du Couvent de Saint François hors des murs de la ville, et complètement démolie durant le XIVe siècle pour consentir à l’élargissement des fortifications de la ville, a été inaugurée en janvier 2011.
Le parcours historique et didactique du Musée est complété par une série d’aquarelles originales, réalisées par Enrico Guerrini, figurant quelques monuments importants dans l’histoire du territoire et de la ville de San Gimignano, des Étrusques à nos jours.

## Reconnaissance
En 2011, le sponsor de la Commission Nationale Italienne de l’Unesco a été assigné au Musée pour l’importante et qualifiée valeur formative des propositions didactiques concernant « Histoire, Art et Tradition ».

## Commentaires dans différents médias
- Corriere della Sera
- The New York Times
- CNN
- TripAdvisor
- The Italian Tribune